# Lijst van heren en vrouwen van Beaumont

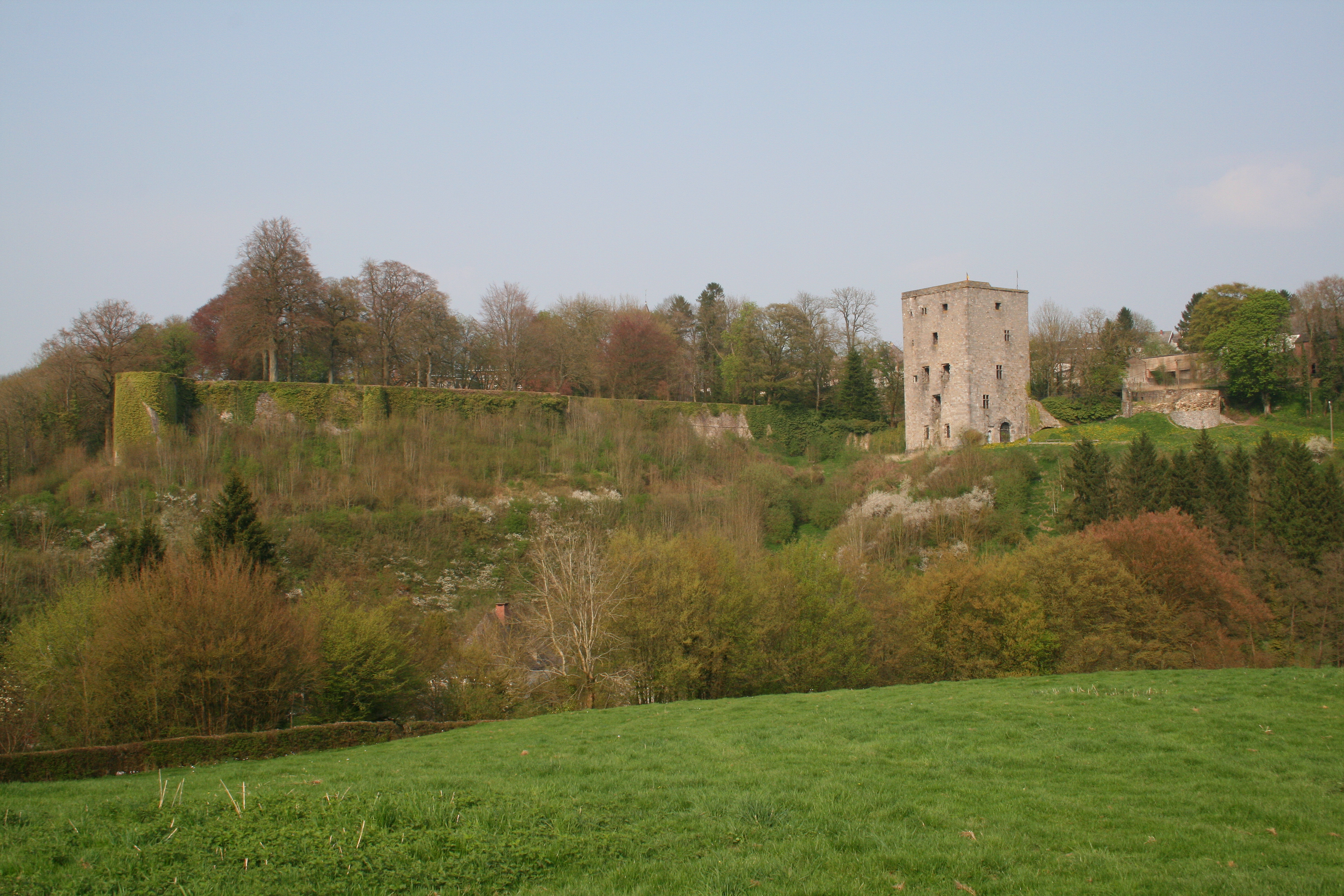
De Salamandertoren van het voormalige kasteel en de stadsmuren van Beaumont

De heren en vrouwen van Beaumont in het graafschap Henegouwen behoorden doorheen de eeuwen tot diverse geslachten. Het kasteel van Beaumont werd rond 1051-1071 opgericht door Richilde van Henegouwen, die daarmee het Luikse Thuin bedreigde. In 1071 erkende ze dat het kasteel aan koning Hendrik IV behoorde, die het beleende aan bisschop Dietwin van Luik, die het verder beleende aan Richilde. In 1518 werd de heerlijkheid verheven tot graafschap, maar omdat de graven ook prins van Chimay werden, raakte de aan Beaumont gerelateerde titel op de achtergrond.

## Huis Henegouwen
- 1049-1087: Richilde van Henegouwen, in tweede huwelijk verbonden met Boudewijn van Henegouwen en Vlaanderen
- 1087-1098: Boudewijn II van Henegouwen, zoon van de vorige
- 1098-1120: Boudewijn III van Henegouwen, zoon van de vorige
- 1120-1171: Boudewijn IV van Henegouwen, zoon van de vorige
- 1171-1195: Boudewijn V van Henegouwen, zoon van de vorige, bouwde rond 1185 de stadsmuren van Beaumont
- 1195-1202: Johanna van Henegouwen en Vlaanderen, dochter van de vorige
- 1202-1246: Margaretha van Henegouwen en Vlaanderen, zuster van de vorige

## Huis Avesnes en Henegouwen
- 1246-????: Boudewijn van Avesnes (1219-1289), jongste zoon van de vorige uit haar huwelijk met Burchard van Avesnes
- ????-1283: Jan van Avesnes, zoon van de vorige
- 1283-1299: Boudewijn van Avesnes († 1299), zoon van de vorige
- 1299-1304: Jan II van Avesnes, zoon van Jan I van Avesnes en Aleid van Holland
- 1304-1323: Jan van Beaumont, zoon van de vorige
- 1323-1336: Johanna van Henegouwen, dochter van de vorige, trouwde in 1336 met Lodewijk I van Blois-Châtillon

## Huis Blois-Châtillon
- 1336-1346: Lodewijk I van Blois-Châtillon, iure uxoris
- 1346-1381: Lodewijk II van Blois-Châtillon, zoon van de vorige
- 1381-1397: Gwijde II van Blois-Châtillon, broer van de vorige
- 1397-1412: Maria van Dampierre, gehuwd omstreeks 1370 met de vorige. Bij haar dood in 1412 werd het leengoed verdeeld tussen Willem IV van Henegouwen en Thibaut Moreuil, heer van Noiroelles, die zijn aandeel in 1434 verkocht aan Jean de Croÿ.

## Huis Henegouwen
- 1412-1417: Willem IV van Henegouwen
- 1417-1433: Jacoba van Henegouwen, dochter van de vorige
- 1433-1452: Filips de Goede, neef van de vorige

## Huis Croÿ
- 1453-1475: Anton I van Croÿ, kamerheer van de vorige, in huur
- 1475-1485: Filips I van Croÿ, zoon van de vorige
- 1485-1521: Willem II van Croÿ, jongste zoon van de vorige, kocht Beaumont in 1485 van zijn vader en zag de heerlijkheid in 1519 verheven tot graafschap. De tweede graaf van Beaumont was zijn neef Filips II van Croÿ.

## Voetnoten
1. ↑  Jean-Louis Kupper, "La notice d'inféodation du comté de Hainaut à l'Église de Liège (1071)", in: Bulletin de la Commission royale d'histoire, 2015, p. 9 en 24. DOI:10.3406/bcrh.2015.4318